# Segre-Einbettung
Die Segre-Einbettung ist eine Abbildung, die in der algebraischen Geometrie verwendet werden kann, um dem kartesischen Produkt zweier projektiver Varietäten die Struktur einer projektiven Varietät zu geben. Die Segre-Einbettung ist nach Corrado Segre benannt.

## Definition

### Definition in homogenen Koordinaten
Sei {\displaystyle K} ein algebraisch abgeschlossener Körper, {\displaystyle \mathbb {P} ^{n}} der {\displaystyle n}- und  {\displaystyle \mathbb {P} ^{m}} der {\displaystyle m}-dimensionale projektive Raum über {\displaystyle K} mit homogenen Koordinaten {\displaystyle X_{0},\dotsc ,X_{n}} und {\displaystyle Y_{0},\dotsc ,Y_{m}}.
Die Segre-Einbettung {\displaystyle \sigma _{n,m}} von {\displaystyle \mathbb {P} ^{n}} und {\displaystyle \mathbb {P} ^{m}} ist definiert als
{\displaystyle \sigma _{n,m}\colon \mathbb {P} ^{n}\times \mathbb {P} ^{m}\to \mathbb {P} ^{(n+1)(m+1)-1},([X_{0}:X_{1}:\cdots :X_{n}],[Y_{0}:Y_{1}:\cdots :Y_{m}])\mapsto [X_{0}Y_{0}:X_{0}Y_{1}:\cdots :X_{i}Y_{j}:\cdots :X_{n}Y_{m}]},
wobei die {\displaystyle X_{i}Y_{j}} nach der lexikographischen Ordnung angeordnet sind.
Das Bild {\displaystyle \Sigma _{m,n}:=\sigma _{n,m}(\mathbb {P} ^{n}\times \mathbb {P} ^{n})} wird als Segre-Varietät bezeichnet.

### Koordinatenfreie Definition
Es ist auch möglich, die Segre-Einbettung koordinatenfrei zu definieren. Für endlichdimensionale {\displaystyle K}-Vektorräume {\displaystyle V} und {\displaystyle W} und die zugehörigen projektiven Räume {\displaystyle \mathbb {P} (W)} und {\displaystyle \mathbb {P} (V)} definiert man die Segre-Einbettung {\displaystyle \sigma _{V,W}} mit Hilfe des Tensorprodukts {\displaystyle \otimes } als
{\displaystyle \sigma _{V,W}\colon \mathbb {P} (V)\times \mathbb {P} (W)\to \mathbb {P} (V\otimes W),([v],[w])\mapsto [v\otimes w]}.

## Eigenschaften
Die Segre-Einbettung {\displaystyle \sigma _{n,m}} ist eine wohldefinierte injektive Abbildung, deren Bild {\displaystyle \Sigma _{n,m}\subseteq \mathbb {P} ^{(n+1)(m+1)-1}} eine abgeschlossene, irreduzible Teilmenge ist.
Somit ist die Segre-Varietät {\displaystyle \Sigma _{n,m}} tatsächlich eine projektive Varietät. Das dazugehörige homogene Ideal {\displaystyle \mathbb {I} (\Sigma _{n,m})} lässt sich explizit angeben. Bezeichnen wir die homogenen Koordinaten auf {\displaystyle \mathbb {P} ^{(n+1)(m+1)-1}} mit {\displaystyle Z_{0,0},\dotsc ,Z_{n,m}}, so erhalten wir
{\displaystyle \mathbb {I} (\Sigma _{n,m})=\langle Z_{a,b}Z_{c,d}-Z_{a,d}Z_{c,b}\mid 0\leq a,c\leq n,0\leq b,d\leq m\rangle }.
Die Segre-Varietät kann also auch als Nullstellenmenge der {\displaystyle 2\times 2} Minoren der Matrix {\displaystyle (Z_{ij})_{ij}} aufgefasst werden und ist damit eine spezielle Determinantenvarietät.

## Produkte in der Kategorie der (quasi-)projektiven Varietäten
Sind {\displaystyle X\subseteq \mathbb {P} ^{n}}, {\displaystyle Y\subseteq \mathbb {P} ^{m}} (lokal-)abgeschlossene Teilmengen, so ist auch {\displaystyle \sigma _{n,m}(X\times Y)\subseteq \mathbb {P} ^{(n+1)(m+1)-1}} (lokal-)abgeschlossen.
Da {\displaystyle \sigma _{n,m}\colon X\times Y\to \sigma _{n,m}(X\times Y)} bijektiv ist, kann damit auf {\displaystyle X\times Y} die Struktur einer (quasi-)projektiven Varietät definiert werden, indem man die Struktur mit Hilfe der Bijektion {\displaystyle \sigma _{n,m}} überträgt.
Die dadurch definierte (quasi-)projektive Varietät {\displaystyle X\times Y} ist ein Produkt im Sinne der Kategorientheorie.
Hat man alternativ dazu die Produkte auf einem anderen Weg definiert, so kann man zeigen, dass die Segre-Einbettung eine abgeschlossene Einbettung ist, was sie im obigen Weg per Definition ist.

## Beispiele

### Quadrik
Im einfachsten Fall erhalten wir für {\displaystyle n=m=1} eine Einbettung des Produktes der projektiven Geraden nach {\displaystyle \mathbb {P} ^{3}}. Die Segre-Varietät {\displaystyle \Sigma _{1,1}} ist dann eine Quadrik. Bezeichnet man die homogenen Koordinaten {\displaystyle \mathbb {P} ^{3}} mit {\displaystyle Z_{0},\dotsc ,Z_{3}}, so erhält man die Quadrik als Nullstellenmenge der Determinante
{\displaystyle \det \left({\begin{matrix}Z_{0}&Z_{1}\\Z_{2}&Z_{3}\end{matrix}}\right)=Z_{0}Z_{3}-Z_{1}Z_{2}.}